# Vitomir Jeličić
Vitomir (Josip) Jeličić (Podbor, 14. listopada 1898. – Sarajevo, 15. listopada 1980.) bio je hrvatski katolički svećenik iz reda franjevaca i crkveni pravnik.

## Životopis
Završio je gimnaziju u Visokom 1919., a filozofsko-teološki studij je pohađao od 1919. do 1923. u Sarajevu, Zagrebu i Beču. U Beču je 1925. doktorirao tezom „Christologia Petri Apostoli iuxta Scriptura Novi Testamenti”. Također je položio rigoroz iz kanonskoga prava.
U Franjevački red je stupio 1914. godine. Za svećenika je zaređen 1922. godine. Bio je profesor na Franjevačkoj teologiji u Sarajevu od 1924. do 1933. te od 1942. do 1945. godine. Od 1933. do 1942. bio je profesor na Antonianumu u Rimu.
Bio je savjetnik Kongregacije za sakramente od 1935. do 1942. godine. Od 1942. do 1945. bio je u tajnik provincijala Provincije Bosne Srebrene, provincijal od 1945. do 1949., kustod od 1950. do 1951. godine. Od 1951. do 1952. bio je generalni definitor te od 1967. do 1973. tajnik Franjevačkoga reda.
Vlasti NDH odlikovale su ga Redom za zasluge. 
Bio je pobornik osnivanja Udruženja katoličkih svećenika BiH »Dobri Pastir« kojeg je podržavala Komunistička partija Jugoslavije.

## Djela
- „Kanonsko ženidbeno pravo Katoličke crkve” (Sarajevo, 1930., 1942.²)
- „Jedno moderno pitanje savjesti” (Sarajevo, 1943.)

### Članci
- Kovačić, Anton Slavko. 2005. Jeličić, Vitomir. Hrvatski biografski leksikon. Zagreb.  journal zahtijeva |journal= (pomoć)